# Кампу-Моран
Кампу-Моран (порт. Campo Mourão) — муниципалитет в Бразилии, входит в штат Парана. Составная часть мезорегиона Западно-центральная часть штата Парана. Входит в экономико-статистический микрорегион Кампу-Моран. Население составляет 82 354 человека на 2006 год. Занимает площадь 757,109 км². Плотность населения — 108,8 чел./км².

## История
Город основан 10 октября 1947 года.

## Статистика
- Валовой внутренний продукт на 2005 год составляет 1 066 621 000,00 реалов (данные: Бразильский институт географии и статистики).
- Валовой внутренний продукт на душу населения на 2005 год составляет 12 997,00 реалов (данные: Бразильский институт географии и статистики).
- Индекс развития человеческого потенциала на 2000 год составляет 0,774 (данные: Программа развития ООН).

## География
Климат местности: субтропический. В соответствии с классификацией Кёппена, климат относится к категории Cfa.

## Иммиграция
В город переселяются иммигранты из стран Европы, в основном из России, с Украины, из Польши, Германии и Италии.